# Brukssocieteten
Brukssocieteten är representanterna för de bruk, som är delaktiga i det år 1747 stiftade Jernkontoret. Brukssocieteten hade intill 1892 allmänt ordinarie sammanträde, så kallad Jernkontorsriksdag vart tredje år, men 1894 infördes årliga sammanträden.
För närvarande (2009) ingår 180 bruk i Brukssocieteten, men de flesta av dessa är inaktiva. De erlägger en grundavgift, benämnd jernkontorsdalern, vilken varit oförändrad sedan 1747 och ger rösträtt. Det finns i dag verksamhet som direkt kan räknas som stålindustri på drygt 20 orter i Sverige. Dessa företag erlägger en årlig avgift som finansierar delar av Jernkontorets verksamhet.